# Idomacromia
Genre
Idomacromia est un genre de libellules de la famille des Synthemistidae (sous-ordre des Anisoptères, ordre des Odonates). 

## Liste d'espèces
Selon BioLib (10 mars 2021) :
- Idomacromia jillinae Dijlstra & Kisakye, 2004
- Idomacromia lieftincki Legrand, 1984
- Idomacromia proavita Karsch, 1896